# Кияк Тарас Романович
Тара́с Рома́нович Кия́к (23 березня 1944, Винники, Львівська область, Україна —18 січня 2018, Київ, Україна)  — український вчений-мовознавець, громадський та політичний діяч, доктор філологічних наук, професор, завідувач кафедри теорії та практики перекладу з німецької мови Інституту філології КНУ імені Тараса Шевченка, почесний доктор Інституту придунайських країн та Центральної Європи у Відні, народний депутат ВР другого скликання, координатор групи «Конституційний центр», голова міжпарламентської групи «Україна-Німеччина» Верховної Ради України (1995–1998 рр.), один із засновників науково-дослідного Центру буковинознавства, голова Чернівецької обласної організації товариства «Просвіта» (1990–1995 рр.), голова Українського термінологічного товариства (від 2002 року), один із членів-засновників Демократичної партії України (1990–2003 рр.). Кавалер ордена «За заслуги» ІІІ ступеня. Автор статті 10 (про мову) Конституції України. Почесний громадянин Винників.

## Життєпис
У Винниках прожив лише 4 перші місяці життя. Далі разом з сім'єю змушений був доволі часто змінювати місце проживання. Це тому, що сім'я була зв'язана з Українським Рухом Опору (батько — Кияк Роман-Андрій- (псевда: Кривоніс, Фігурка; (* 17 травня1920 р. м. Винники -†27 грудня 1998 р. м. Івано-Франківськ) — діяч українського визвольного руху та Української Греко-Католицької Церкви) .
Закінчив факультет романо-германської філології Чернівецького державного університету ім. Ю. Федьковича (1965 р.) за фахом «Німецька мова та література».
У 1978 році захистив дисертацію на здобуття наукового ступеня кандидата філологічних наук на тему: «Количественные оценки мотивированности терминологических единиц».
У 1989 році відбувся захист дисертації на здобуття наукового ступеня доктора філологічних наук. Тема дисертаційного дослідження: «Мотивированность лексических единиц (количественные и качественные характеристики)». Загальний науково-педагогічний стаж роботи у навчальних закладах III-IV рівня акредитації становить 48 років. Керує низкою господарських тем.
З 2003 р. до 2018 обіймав посаду завідувача кафедрою теорії і практики перекладу з німецької мови.
Викладав курси лексикології німецької мови, теорії перекладу, варіативності німецької мови, термінознавства, вступу до перекладознавства, загального мовознавства, фонетики німецької мови, риторики, науково-технічного перекладу, редагування науково-технічних текстів.
Проходив стажування у наукових центрах Німеччини та Австрії (Ляйпціґ, Мюнхен, Відень).
Нагороджений орденом «За заслуги» 3 ступеня.
23 серпня 2012 р. сесія Винниківської міської ради присвоїла звання «Почесний громадянин міста Винники»
Наукові інтереси: фахові мови, термінознавство, науково-технічний переклад, концептологія, перекладознавство, мовна політика, українська латинка.
Автор близько 250 наукових публікацій.

## Основні наукові праці

### Монографії
1. Мотивированность лексических единиц (количественные и качественные характеристики). — Львов: Вища школа, 1988. — 210 с.
2. Лингвистические аспекты терминоведения. — Киев: УМК ВШ, 1989. — 104 с.
3. Основи термінотворення. Семантичні та соціолінгвістичні аспекти. — К.: Видавничий дім КМА, 2000. — 270 с. (спільно з Д'яковим А. С. та Куделько З. Б.)
4. Перекладознавство (німецько-український напрям). — К.: Вид-во КНУ, 2010. (спільно з Науменком А. М. та Огуєм О. Ф.) — 510 с.

### Статті
1. Кияк Т. Р. О «внутренней форме» лексических единиц / Т. Р. Кияк // Вопросы языкознания, 1987. — № 3.
2. Кияк Т. Р. О видах мотивированности лексических единиц / Т. Р. Кияк // Вопросы языкознания, 1989. — № 1.
3. Кияк Т. Р. Гармонизация как сфера упорядочения терминолексики / Т. Р. Кияк // Научно-техническая термінологія, 1991. — № 4.
4. Кияк Т. Р. Науково-технічний переклад (теоретичні та практичні аспекти) / Т. Р. Кияк// Іноземна філологія, 1992. — Вип. 104.
5. Кияк Т. Р. Державна двомовність: міфи та реальність // Збірник наукових праць «Українська термінологія та сучасність». — К.: НАН України, 1998.
6. Кияк Т. Р. Молдово-румуно-українські взаємини / Т. Р. Кияк // Україна дипломатична. — Вип.2 — К.: 2002.
7. Кияк Т. Р. Євроінтеграція України очима ЄС / Т. Р. Кияк // Україна дипломатична. — Вип. 3. — К.: 2003.
8. Кияк Т. Р. Форма і зміст мовного знака / Т. Р. Кияк// Вісник Харківського університету ім. В. Н. Каразіна, — Харків: Константа, 2004. — С.75-79.
9. Кияк Т. Р. Фахові мови як новий напрям лінгвістичного дослідження / Т. Р. Кияк // Іноземна філологія, 2009. — Вип.121. — Львів: ЛНУ імені І. Франка. — С. 138–142.

### Підручники та посібники
1. Практический курс фонетики немецкого языка. — Черновцы: ЧТУ, 1978. −110 с. (спільно із Жовківським А. М.)
2. Теорія і практика перекладу. Німецька мова. — Вінниця: Нова книга, 2006. — 410 с. (спільно з Науменко А. М. та Огуєм О. Д.)
3. Розважальна німецька мова. — К.: Вид-во КНУ, 2012. — 215 с. (спільно з Маринюк В. В.)

### Словники
1. П'ятимовний тлумачний словник з інформатики. — К., 1995. — 372 с. (спільно з Іваницьким Р. В.)
2. Словник-посібник економічних термінів: російсько-українсько-англійський. — К.: КМ Academia, 1997. — 264 с. (спільно з Дрозд О. М., Дубічинським В. В., Д'яковим А. С.)
3. Словник інтернаціональних терміноелементів грецького та латинського походження в сучасній термінології. — К.: КМ Academia, 1996. — 103 с. (спільно з Гнатишеною І. М.)
4. Українсько-російсько-англійсько-німецький тлумачний та перекладний словник термінів ринкової економіки. — К.: Обереги, 2001. — 310 с. (спільно з Д'яковим А. С., Куделько З. Б., Кулішом В. І., Покровською О. А.).

## Політична діяльність
На початку 1990-х років очолив чернівецький осередок Демократичної партії України. Як її представник балотувався на виборах до Верховної Ради України в 1994 та 1998 роках. Був народним депутатом України 2-го скликання.

## Відео
Почесний громадянин м. Винники https://www.youtube.com/watch?v=fwuF6RsnWAk [Архівовано 7 Квітня 2019 у Wayback Machine.]

## Витоки
1. ↑  http://w1.c1.rada.gov.ua/pls/radac_gs09/d_index_arh?skl=2